# Ángel Lo Valvo

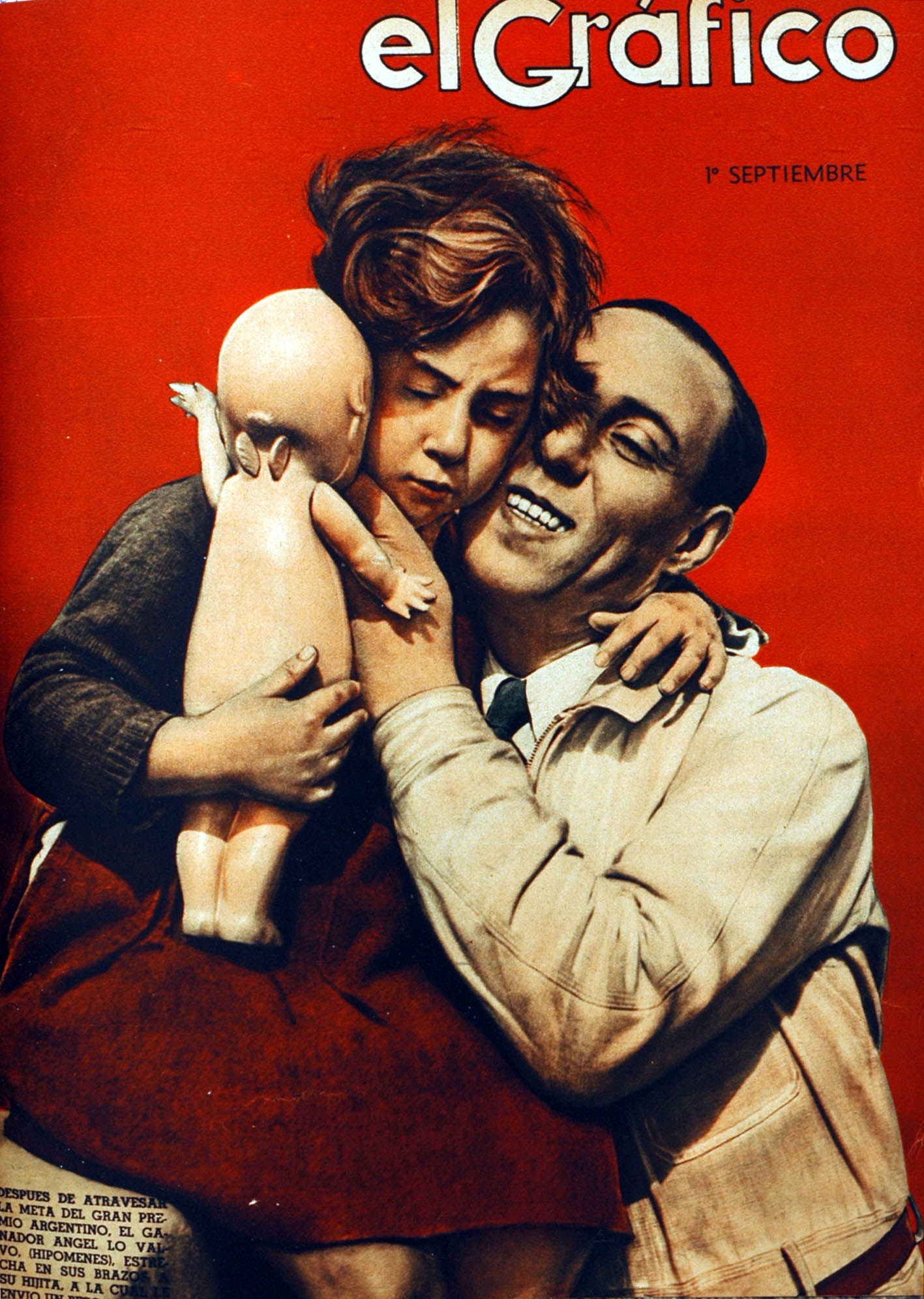
Angel Lo Valvo en la portada de El Gráfico.

Ángel Lo Valvo (Arrecifes; 9 de noviembre de 1909- Arrecifes; 1 de agosto de 1978) fue un piloto argentino de automovilismo de velocidad que brilló en las décadas del '30 y '40 dentro del Turismo Carretera, siendo prácticamente uno de sus tantas figuras fundacionales. Durante su corta trayectoria, Lo Valvo tuvo el honor de ser el primer competidor en vencer una competencia de turismos de manera oficial, al ganar la primera carrera del Campeonato Argentino de Velocidad, creado en el año 1937 por el Automóvil Club Argentino (ACA). A pesar de haber parado luego en 1938, regresó a la actividad en 1939 para volver a inscribir su nombre en la historia del deporte argentino, al consagrarse oficialmente como el primer Campeón Argentino de Turismo Carretera, especialidad instituida de manera oficial ese año por el ACA. Sin embargo, tras este campeonato, continuaría compitiendo ya sin el brillo que lo caracterizara, hasta el año 1953, cuando luego de disputar el torneo de TC de ese año, decidiría retirarse de la actividad. Falleció en su Arrecifes natal, el 1 de agosto de 1978.

## Biografía deportiva
Ángel Lo Valvo nació el 8 de noviembre de 1909 en la localidad de Arrecifes (Buenos Aires) y debutó en el automovilismo en el año 1936, corriendo en el Gran Premio Internacional de Turismos. Anteriormente a esto, Lo Valvo era un hombre amante de los juegos de azar, lo cual le llevó a contraer deudas que lo hacían preocupar sobremanera. Por esta causa fue que en su primera incursión automovilística decidiría inscribirse bajo el seudónimo de "Hipómenes" (dios griego de las carreras), con el cual conseguiría eludir el acoso de sus acreedores. Finalmente, este seudónimo terminaría siendo su apodo dentro del ambiente.
En 1937, el Automóvil Club Argentino organizó por primera vez en el país, un evento de velocidad al cual fueron convocados todos aquellos pilotos que deseen participar, arriesgándose a competir por los caminos más peligrosos del país. A este llamado, Ángel Lo Valvo respondió presentándose a competir con un Ford V8, modelo que utilizaría durante toda su carrera. Tras haberse debatido en la primera de una serie de competencias de alto riesgo, "Hipómenes" terminaría haciendo honor a su seudónimo y se llevaría la primera competencia de turismos de la historia argentina. El suceso, tuvo lugar en las Mil Millas Argentinas, quedando para siempre dentro de la historia grande del automovilismo nacional.
En 1938, Lo Valvo solo consiguió incursionar en el Gran Premio del Sur, donde terminaría abandonando en la cuarta etapa por problemas mecánicos. Sin embargo, con la creación en 1939 del Turismo Carretera, en reemplazo del Campeonato Argentino de Velocidad, volvería a cantar presente junto a su fiel Ford V8, enfrentándose a las futuras grandes figuras del automovilismo argentino como Juan Manuel Fangio, Oscar Alfredo Gálvez, Eusebio Marcilla, entre otros. Este año, ya sin el seudónimo Hipómenes, Lo Valvo volvería a inscirbir su nombre dentro de la historia del TC al consagrarse como el primer campeón argentino de dicha especialidad.
Su carrera deportiva finalizó en 1953, cuando tras haber obtenido el título del '39, nunca más pudo saborear la victoria, perdiendo el brillo que lo caracterizara desde su debut. Retirado de las pistas, se refugió en su hogar de la localidad de Arrecifes donde finalmente fallecería el 1 de agosto de 1978.
Una de sus hazañas más importantes la tuvo en el año 1946, cuando al no querer perder ritmo deportivo a causa del cese de las competencias por la Segunda Guerra Mundial (este conflicto hizo que Argentina le cerrara las puertas a las importaciones de elementos automotrices), se unió a Ángel Pascuali, con quien compartía también el nombre, para poder batir el récord de 100 horas de conducción de un automóvil. El desafío lo concretaron a bordo de un MG, en el circuito de Moreno y alternándose la conducción, llegando a recorrer una distancia de 8511,905 km, a un promedio de 85,119 km/h, mejorando inclusive otras marcas como la de 24 h, con 2188,916 kilómetros a un promedio de 91,204 km/h y la de las 48 h, al recorrer 4209,169 km  a 83,941 km/h de promedio. El desafío duró exactamente cuatro días y cuatro horas, en las cuales Lo Valvo y Pascuali debieron luchar no solo contra el tiempo y el cansancio, sino también contra las inclemencias climáticas que los acompañaron durante todo el desafío.

## Vida personal
Este notable piloto de TC había nacido en la localidad de Arrecifes y fue el primer campeón argentino de automovilismo que proviniera de esa ciudad de la provincia de Buenos Aires, reconocida en el ambiente automotor como la "Cuna de Campeones de Argentina", ya que de ella, y tras el título de Lo Valvo, emergieron otras grandes figuras como José Froilán González, Luis Rubén Di Palma, Carlos Marincovich, Néstor García Veiga, y más en la actualidad Norberto Fontana, Juan Cruz Álvarez y Agustín Canapino, además de contar con residentes como Carlos Pairetti (nacido en Plaza Clucellas, provincia de Santa Fe) y Julio Catalán Magni (nacido en Ushuaia, Tierra del Fuego). De esta forma, Ángel Lo Valvo es considerado como el "Padre del mito" por haber sido el primero en representar a dicha ciudad, llevándola por primera vez al escalón más alto del podio e inscribiéndola en el primer título de la categoría más popular del país. 
En vida, Lo Valvo tuvo un parentesco indirecto con la familia Di Palma, ya que su sobrina era María Cayetana Picoy Lo Valvo, quien fue esposa del fallecido excampeón (también arrecifeño) Luis Rubén Di Palma. De esta forma, esta familia adoptaría esta tradición de formar pilotos de competición, siguiendo la huella dejada por ambos pilotos.

## Trayectoria

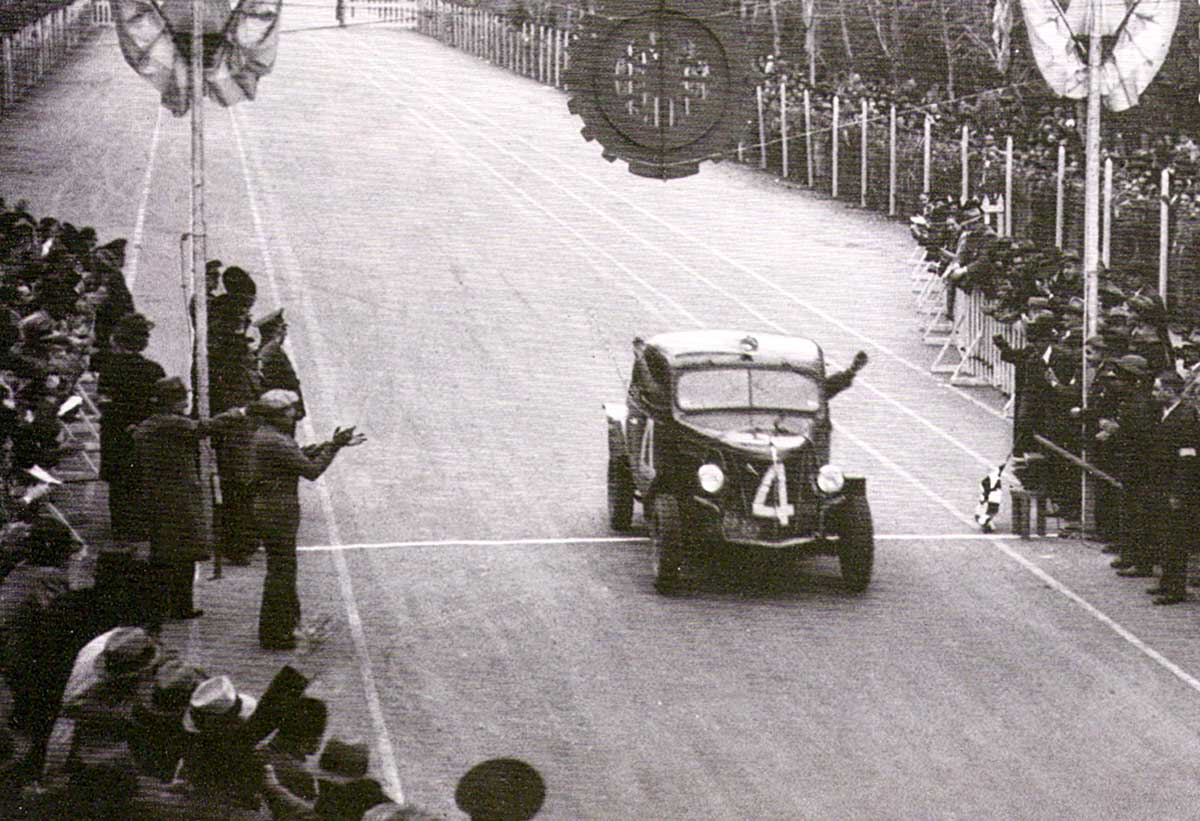
Lo Valvo llegando a La Plata durante el Gran Premio Argentino de Carretera de 1937.

- 1936: Gran Premio Internacional (Ford V8)
- 1937: Campeonato Argentino de Velocidad. Primer vencedor de una prueba oficial (Ford V8)
- 1938: Campeonato Argentino de Velocidad. Una sola carrera (Ford V8)
- 1939: Turismo Carretera. Primer Campeón Argentino (Ford V8)
- 1940: Turismo Carretera (Ford V8)
- 1941: Turismo Carretera. Una sola carrera (Ford V8)
- 1948: Turismo Carretera (Ford V8)
- 1949: Turismo Carretera (Ford V8)
- 1950: Turismo Carretera (Ford V8)
- 1951: Turismo Carretera (Ford V8)
- 1952: Turismo Carretera (Ford V8)
- 1953: Turismo Carretera (Ford V8)

## Palmarés
| Título  | Categoría         | Automóvil | Año  |
| ------- | ----------------- | --------- | ---- |
| Campeón | Turismo Carretera | Ford V8   | 1939 |